# Kabinet-Spadolini II

## Kabinet-Spadolini II (1982)
| Ambtsbekleder | Ambtsbekleder        | Ambtsbekleder                    | Functie                                  | Ambtstermijn     | Ambtstermijn    | Partij |
| ------------- | -------------------- | -------------------------------- | ---------------------------------------- | ---------------- | --------------- | ------ |
|               | Giovanni Spadolini   | Giovanni Spadolini (1925–1994)   | Premier                                  | 28 juni 1981     | 1 december 1982 | PRI    |
|               | Vittorio Olcese      | Vittorio Olcese (1925–1999)      | Secretaris- generaal                     | 22 augustus 1982 | 1 december 1982 | PRI    |
|               | Virginio Rognoni     | Virginio Rognoni (1924–2022)     | Minister van Binnenlandse Zaken          | 13 juni 1978     | 4 augustus 1983 | DC     |
|               | Emilio Colombo       | Emilio Colombo (1920–2013)       | Minister van Buitenlandse Zaken          | 4 april 1980     | 4 augustus 1983 | DC     |
|               | Rino Formica         | Rino Formica (1927)              | Minister van Financiën                   | 28 juni 1981     | 1 december 1982 | PSI    |
|               | Beniamino Andreatta  | Beniamino Andreatta (1928–2007)  | Minister van de Schatkist                | 18 oktober 1980  | 1 december 1982 | DC     |
|               | Giorgio La Malfa     | Giorgio La Malfa (1939)          | Minister van het Budget                  | 4 april 1980     | 28 juni 1992    | PRI    |
|               | Clelio Darida        | Clelio Darida (1927–2017)        | Minister van Justitie                    | 23 mei 1981      | 4 augustus 1983 | DC     |
|               | Giovanni Marcora     | Giovanni Marcora (1922–1983)     | Minister van Economische Zaken           | 28 juni 1981     | 1 december 1982 | DC     |
|               | Lelio Lagorio        | Lelio Lagorio (1925–2017)        | Minister van Defensie                    | 4 april 1980     | 4 augustus 1983 | PSI    |
|               | Renato Altissimo     | Renato Altissimo (1940–2015)     | Minister van Volksgezondheid             | 28 juni 1981     | 4 augustus 1983 | PLI    |
|               | Michele Di Giesi     | Michele Di Giesi (1927–1983)     | Minister van Arbeid en Sociale Zaken     | 28 juni 1981     | 1 december 1982 | PSDI   |
|               | Guido Bodrato        | Guido Bodrato (1933)             | Minister van Onderwijs                   | 18 oktober 1980  | 1 december 1982 | DC     |
|               | Vincenzo Balzamo     | Vincenzo Balzamo (1929–1992)     | Minister van Transport                   | 28 juni 1981     | 1 december 1982 | PSI    |
|               | Franco Nicolazzi     | Franco Nicolazzi (1924–2015)     | Minister van Infrastructuur              | 18 oktober 1980  | 17 april 1987   | PSDI   |
|               | Giuseppe Bartolomei  | Giuseppe Bartolomei (1923–1996)  | Minister van Landbouw                    | 18 oktober 1980  | 1 december 1982 | DC     |
|               | Vincenzo Scotti      | Vincenzo Scotti (1933)           | Minister van Cultuur                     | 28 juni 1981     | 1 december 1982 | DC     |
|               | Remo Gaspari         | Remo Gaspari (1921–2011)         | Minister van Communicatie                | 28 juni 1981     | 4 augustus 1983 | DC     |
|               | Nicola Signorello    | Nicola Signorello (1926)         | Minister van Toerisme                    | 18 oktober 1980  | 4 augustus 1983 | DC     |
|               | Luciano Radi         | Luciano Radi (1922–2014)         | Minister voor Parlementaire Betrekkingen | 28 juni 1981     | 1 december 1982 | DC     |
|               | Dante Schietroma     | Dante Schietroma (1917–2004)     | Minister voor Publieke Diensten          | 28 juni 1981     | 4 augustus 1983 | PSDI   |
|               | Nicola Capria        | Nicola Capria (1932–2009)        | Minister voor Buitenlandse Handel        | 28 juni 1981     | 1 augustus 1986 | PSI    |
|               | Lucio Abis           | Lucio Abis (1926–2014)           | Minister voor Europese Zaken             | 28 juni 1981     | 1 december 1982 | DC     |
|               | Aldo Aniasi          | Aldo Aniasi (1921–2005)          | Minister voor Regionale Zaken            | 28 juni 1981     | 1 december 1982 | PSI    |
|               | Claudio Signorile    | Claudio Signorile (1937)         | Minister voor Zuid-Italië                | 28 juni 1981     | 4 augustus 1983 | PSI    |
|               | Giancarlo Tesini     | Giancarlo Tesini (1929)          | Minister voor Wetenschaps- beleid        | 28 juni 1981     | 1 december 1982 | DC     |
|               | Calogero Mannino     | Calogero Mannino (1939)          | Minister voor de Koopvaardij             | 28 juni 1981     | 1 december 1982 | DC     |
|               | Gianni De Michelis   | Gianni De Michelis (1940–2019)   | Minister voor Staatsdeel- nemingen       | 4 april 1980     | 4 augustus 1983 | PSI    |
|               | Giuseppe Zamberletti | Giuseppe Zamberletti (1933–2019) | Minister voor Nood- toestanden           | 28 juni 1981     | 1 december 1982 | DC     |

De Gasperi II · De Gasperi III · De Gasperi IV · De Gasperi V · De Gasperi VI · De Gasperi VII · De Gasperi VIII · Pella · Fanfani I · Scelba · Segni I · Zoli · Fanfani II · Segni II · Tambroni · Fanfani III · Fanfani IV · Leone I · Moro I · Moro II · Moro III · Leone II · Rumor I · Rumor II · Rumor III · Colombo · Andreotti I · Andreotti II · Rumor IV · Rumor V · Moro IV · Moro V · Andreotti III · Andreotti IV · Andreotti V · Cossiga I · Cossiga II · Forlani · Spadolini I · Spadolini II · Fanfani V · Craxi I · Craxi II · Fanfani VI · Goria · De Mita · Andreotti VI · Andreotti VII · Amato I · Ciampi · Berlusconi I · Dini · Prodi I · D'Alema I · D'Alema II · Amato II · Berlusconi II · Berlusconi III · Prodi II · Berlusconi IV · Monti · Letta · Renzi · Gentiloni · Conte I · Conte II · Draghi · Meloni